# Himno a Jaén
El Himno a Jaén, originariamente titulado Canto a Jaén, es una composición musical de D. Emilio Cebrián Ruiz con letra de D. Federico de Mendizábal. Es el himno oficial de la ciudad de Jaén (España).

## Historia
El Canto a Jaén surgió de forma espontánea fruto de la amistad de sus dos autores y motivado por la "Fiesta de la Belleza" realizada con motivo de la Feria de San Lucas de Jaén en 1932. 
El 6 de octubre de 1932, tras abandonar las celebraciones de la Feria, ambos autores se reunieron en casa de Cebrián y compusieron un canto que ensalzaba la belleza de las pastiras (traje tradicional femenino de Jaén) y el paisaje de la ciudad.
El Canto a Jaén fue estrenado por la Banda Municipal de Jaén en el Teatro Cervantes (hoy desaparecido) el 19 de octubre de 1932. La aceptación fue tan grande que la interpretación tuvo que ser repetida numerosas veces.
La composición fue oficialmente aceptada como Himno a Jaén en sesión de la Corporación Municipal de 31 de mayo de 1935.
La marcha procesional de Nuestro Padre Jesús, (obra del propio Cebrián e interpretada asiduamente en las procesiones de Semana Santa españolas) finaliza con varios compases del Himno a Jaén.
La partitura original está depositada en el Palacio Municipal de Jaén. Cerca del palacio municipal de Jaén.